# Калинів
Кали́нів — село в Україні, у Самбірському районі Львівської області. Орган місцевого самоврядування - Новокалинівська міська рада

## Клімат
Для Калинова характерний теплий та помірно-вологий клімат, з теплим вологим тривалим літом, іноді спекотним, та м'якою зимою, нерідко з відлигами. Середня температура 19 липня °C, січня -5 °C. Опадів за рік близько 700 мм, максимальна кількість влітку. Вегетаційний період близько 210 діб. Літо з 2-ї половини травня до початку жовтня.
Історія
Перша згадка сягає 1783 року, коли після поділу Речі Посполитої 1772 року, на території Королівства Галичини та Володимирії, на місці сучасного села Калинів німецькі переселенці-колонізатори організували сільськогосподарську колонію Кайзердорф.
Поселення спроектовано і побудовано «хрестом», а отримало назву Кайзердорф від німецьких слів: "Кайзер" — Імператор і "дорф" — сільський. Колоністами планувалося будівництво католицької церкви на цьому місці, проте з ряду причин костел в той час побудований не був.
Самбірський округ та поселення Кайзердорф у складі Австро-Угорщини перебували аж до закінчення Першої Світової війни. З 1919-го по 1939 роки, Кайзердорф входить до складу Самборского Повіту Львівського воєводства у складі Польської Республіки.
У кінці 1939 року, згідно Пакту Молотова — Ріббентропа від 23 серпня 1939 року, територія колишнього Самбірського повіту і поселення Кайзердорф переходять під юрисдикцію СРСР і входять до складу УРСР. У 1939-1940-х роках, переважна більшість німецьких колоністів Кайзердорфа, за програмі «Heim ins Reich», покидає Галичину та виїжджає в Німеччину. З осені 1939 року поселення Кайзердорф за рішенням радянської влади отримує назву Калинів. З червня 1941 по серпень 1944 роки, після нападу Німеччини на СРСР, Калинів знову стає Кайзердорфом у складі Самбірського округу, дистрикту «Галичина», аж до моменту його захоплення Червоною армією 7 серпня 1944 року. Кайзердорф знову перейменовують в Калинів, та підпорядковують Самбірському району Дрогобицької області УРСР. 21 травня 1959 Дрогобицька область включена до складу Львівської області. 
З 1991 року, село Калинів у складі Самбірського району Львівської області незалежної України.

### Установи
В селі Калинів зареєстровано Адвокатське бюро «Віталія Репака».
| Клімат у Калинові         | Клімат у Калинові | Клімат у Калинові | Клімат у Калинові | Клімат у Калинові | Клімат у Калинові | Клімат у Калинові | Клімат у Калинові | Клімат у Калинові | Клімат у Калинові | Клімат у Калинові | Клімат у Калинові | Клімат у Калинові | Клімат у Калинові |
| Показник                  | Січ.              | Лют.              | Бер.              | Квіт.             | Трав.             | Черв.             | Лип.              | Серп.             | Вер.              | Жовт.             | Лист.             | Груд.             | Рік               |
| Середній максимум, °C     | −1                | 0,6               | 5,7               | 13,0              | 18,7              | 21,5              | 23,0              | 22,6              | 18,5              | 13,1              | 6,0               | 1,1               | 12,2              |
| Середня температура, °C   | −3,8              | −2,1              | 2,2               | 8,4               | 13,5              | 16,4              | 17,8              | 17,3              | 13,6              | 8,7               | 3,1               | −1,3              | 7,8               |
| Середній мінімум, °C      | −6,5              | −4,8              | −1,3              | 3,8               | 8,3               | 11,3              | 12,7              | 12,1              | 8,8               | 4,3               | 0,2               | −3,6              | 3,9               |
| Норма опадів, мм          | 36                | 35                | 39                | 49                | 76                | 95                | 93                | 75                | 58                | 46                | 43                | 48                | 693               |
| ------------------------- | ----------------- | ----------------- | ----------------- | ----------------- | ----------------- | ----------------- | ----------------- | ----------------- | ----------------- | ----------------- | ----------------- | ----------------- | ----------------- |
| Джерело: Climate Data.org |                   |                   |                   |                   |                   |                   |                   |                   |                   |                   |                   |                   |                   |

## Історія
Перша згадка сягає 1783 році, коли після поділу Речі Посполитої 1772, на території Королівствf Галичини та Володимирії, на місці сучасного села Калинів німецькі переселенці-колонізатори організували сільськогосподарську колонію Кайзердорф (нім. Kaisersdorf).
Поселення спроєктовано і побудовано «хрестом», а отримало назву Кайзердорф від німецьких слів: «Кайзер» — Імператор і «дорф» — село. Колоністами планувалося будівництво католицької церкви на цьому місці, проте з ряду причин костел в той час побудований не був.
Самбірський округ та поселення Кайзердорф у складі Австро-Угорщини перебували аж до закінчення Першої Світової війни. З 1919-го по 1939 роки, Кайзердорф входить до складу Самборского Повіту (пол. Powiat samborski) Львівського воєводства у складі Польської Республіки.
У кінці 1939 року, згідно Пакту Молотова — Ріббентропа від 23 серпня 1939 року, територія колишнього Самбірського повіту і поселення Кайзердорф переходять під юрисдикцію СРСР і входять до складу УРСР. У 1939-1940-х роках, переважна більшість німецьких колоністів Кайзердорфа за програмою «Heim ins Reich» покидає Галичину та виїжджає в Німеччину. З осені 1939 року поселення Кайзердорф за рішенням радянської влади отримує назву Калинів. З червня 1941 по серпень 1944 роки, після нападу Німеччини на СРСР, Калинів знову стає Кайзердорфом у складі Самбірського округу, дистрикту «Галичина», аж до моменту його захоплення Червоною армією 7 серпня 1944 року. Кайзердорф знову перейменовують в Калинів, та підпорядковують Самбірському району Дрогобицької області УРСР. 21 травня 1959 Дрогобицька область включена до складу Львівської області.
З 1991 року, село Калинів у складі Самбірського району Львівської області незалежної України.

## Пам'ятки
Пам'ятник сотенному УПА Григорію Янківському («Ластівка») та 100 героям-повстанцям, які загинули на Закерзонні, Перемишльщині і Самбірщині у 1940–1954 р.р.

## Відомі особи
- Попович Ярослав Павлович (1980) — український професійний велогонщик.
- Янч Франц (нім. Franz Jantsch; 24 серпня 1909 — 1 травня 2006) — австрійський письменник, доктор богослов'я[5].